# 江淮省
江淮省（光绪三十年十二月二十二日至三十一年三月十七日，1905年1月27日至4月21日），是清朝末期1905年初清政府从江苏省析置江南江淮揚徐海通等處承宣布政使司（江宁布政使司）辖境短暂设立的一个中国一级行政区省份；同年旋废，所辖行政区域并回江苏省。

## 设立背景
江苏省自1667年建省之后，南北两部长期属于不同的布政使管辖。江北地区的淮安府、扬州府、徐州府，通州直隶州、海州直隶州以及位于江南的江宁府（南京），属于江宁布政使辖区，而镇江府、常州府、苏州府、松江府和太仓州属于江苏布政使辖区。江苏巡抚驻扎苏州，两江总督驻扎江宁（南京），而漕运总督和南河总督又驻扎在淮安府府城内和府城西北的清江浦（1860年以后南河总督裁撤，漕运总督迁入清江浦南河总督衙门）。

## 设立
清朝光绪三十年（1904年），晚清状元、学者张謇等人最先提出在淮海地区设省，主张在“以徐州为众星之月，东到海州，西至商邱，南起泗州，北迄沂水，包括苏、皖、鲁、豫四省交会之区的四十五州县”建立新省份。张謇提出的“徐州省”包括：徐州府、海州直隶州、淮安府的安东县（涟水）、桃源县（泗阳），颍州的蒙城、涡阳，亳州直隶州、泗州直隶州，五河、盱眙、天长，凤阳府之宿、灵璧，山东沂州、兖州的滕、峄（今枣庄市），鱼金曹单成，河南归德府。合当时45州县。今天人口近7000万。
不过这一提议需要变动多个省份的行政区划，牵涉较广，没有得到采纳。同年舊曆十二月二十二日（西元1905年1月27日），清朝政府裁撤漕运总督，同时将江宁布政使辖区的江宁府、淮安府、扬州府、徐州府四府和通州、海州两直隶州，新设为江淮省，设江淮巡抚，原漕运总督恩寿为江淮巡抚。省会设于淮安府，实际驻地为清江浦原漕运总督衙门。江淮布政使仍设江宁。

## 废除
由于陆润庠、恽毓鼎等江苏籍的朝中大臣反对分省，三个月后，1905年4月21日（清光绪三十一年三月十七日），清廷下令裁撤江淮巡抚，江淮省重新并回江苏省，将淮扬镇总兵改为江北提督 。